# Armand David

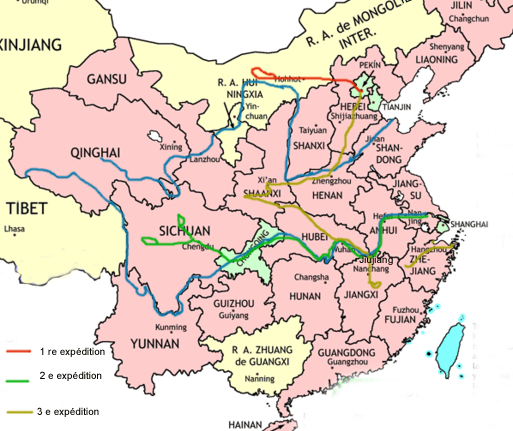
Trasy trzech ekspedycji Ojca Davida po Chinach

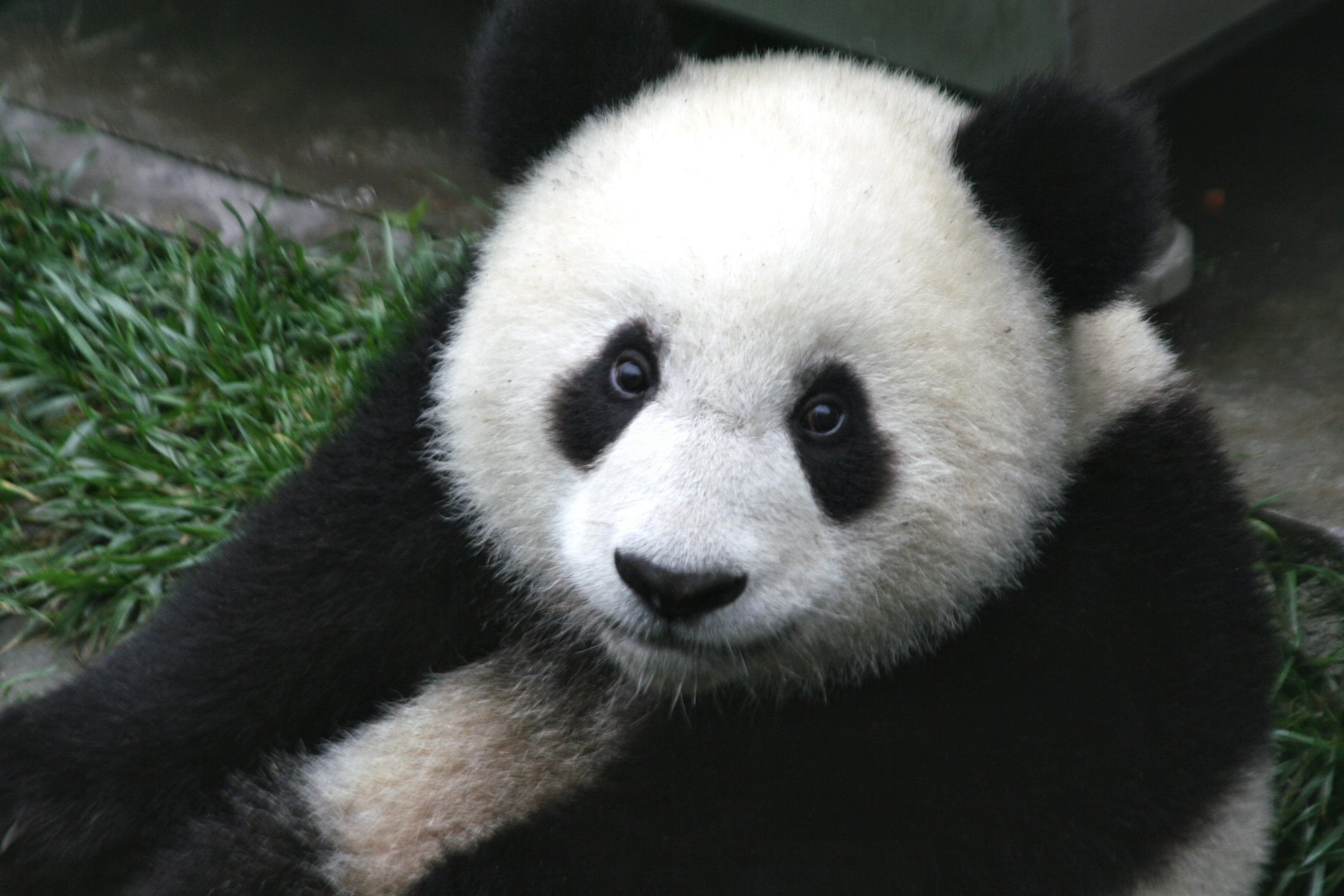
Panda wielka, gatunek opisany po raz pierwszy przez A. Davida

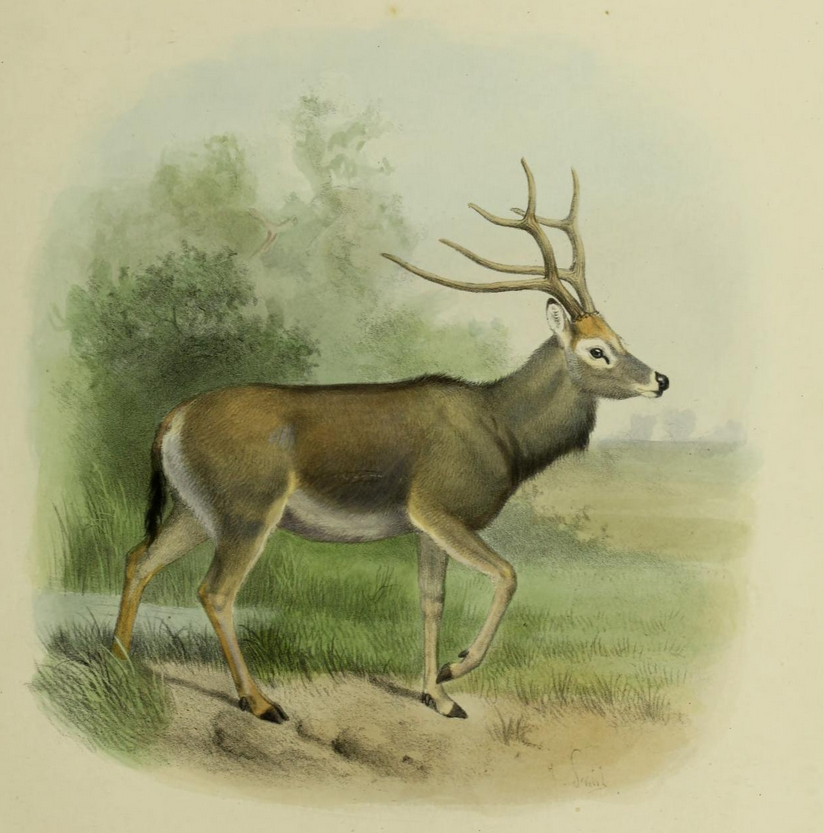
„Jeleń Ojca Davida”

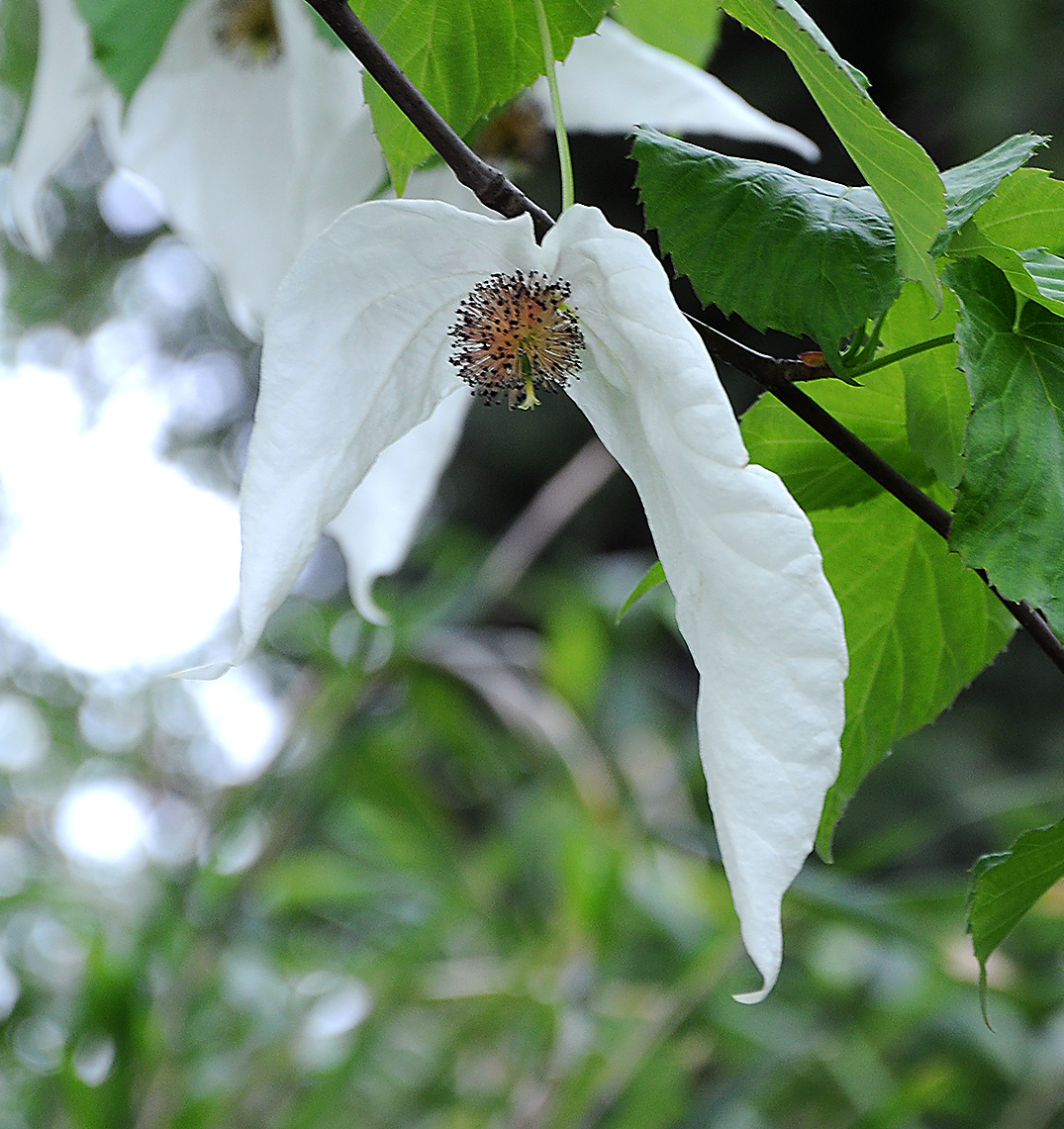
Kwiat „drzewa chusteczkowego” (dawidii chińskiej)

Jean Pierre Armand David CM (ur. 7 września 1826 w Espelette, zm. 10 listopada 1900 w Paryżu), znany jako Père David (franc. „Ojciec David”) – francuski misjonarz lazarysta, przyrodnik, badacz flory i fauny Chin. Odkrył wiele wcześniej nieznanych gatunków zwierząt, w tym jelenia milu (zwanego „jeleniem ojca Davida”, łac. Elaphurus davidianus, ang. Père David deer).

## Młodość
Pochodził z baskijskiego regionu francuskich Pirenejów; urodził się w rodzinie Rosalie Halsouet i Fructueux Dominique’a Geniego Davida, lekarza i burmistrza Espelette. Miał dwóch starszych braci (Joseph podążył w ślady ojca, zostając lekarzem i burmistrzem Espelette, a Louis – farmaceutą i burmistrzem niedalekiego Hasparren) oraz młodszą siostrę, Leone.
W 1848 wstąpił do Zgromadzenia Misji (zakonu lazarystów); po studiach teologicznych został wysłany do Włoch, gdzie spędził kilka lat. W 1862 wyjechał do Chin i 5 lipca tegoż roku przybył do Pekinu. W Chinach spędził 12 lat na pracy misjonarskiej, odbył wtedy też kilka długich podróży badawczych do Syczuanu, Hubei, Jiangxi i Mongolii Wewnętrznej.

## Działalność w Chinach
Podczas pobytu w Pekinie w 1865 ojciec David dowiedział się, że w cesarskim parku Nan Haizi, na południe od miasta, trzymane są nietypowe jelenie. Wstęp do parku był surowo zabroniony, a park strzeżony przez mandżurskich żołnierzy. David przekupił kilku z nich i pozyskał w styczniu 1866 skóry zwierząt, które strażnicy zabili na mięso (choć groziło to karą śmierci). Następnie francuskie poselstwo zdołało zdobyć pozwolenie na wywóz trzech jeleni, które choć nie przeżyły podróży, stały się podstawą do opisania nowego gatunku, który Alphonse Milne-Edwards nazwał Elaphurus davidianus. W następnych latach kilka zachodnich ogrodów zoologicznych pozyskało pary „jeleni ojca Davida”, jak są one w wielu językach nazywane. Dzięki temu, gdy na skutek katastrof naturalnych i wojen cesarski zwierzyniec został zniszczony, i jelenie milu wyginęły w Chinach, gatunek ten ocalał w hodowli za granicą.

### Badania w Moupin
Ojciec David spędził kilka lat w Moupin, które dziś nosi nazwę Baoxing, we wschodnim Tybecie (dziś zachodni Syczuan). Jest to teren górzysty, o niezmiernie bogatej florze i faunie, podówczas bardzo słabo zbadanej.
11 marca 1869 ojciec David zanotował w swym dzienniku, że widział, goszcząc u lokalnego właściciela ziemskiego, pana Li, skórę „sławnego biało-czarnego niedźwiedzia”. W tym samym miesiącu kupił małego osobnika od myśliwych; żałował, że myśliwi, którzy złapali zwierzę żywcem, zabili je, by było je łatwiej transportować. Nieco później pozyskał kolejne ciało, tym razem dorosłego „niedźwiedzia”, i mógł wysłać do Francji kompletne kośćce i skóry. Na ich podstawie opisano nowy gatunek, jedynego przedstawiciela rodzaju panda, pandę wielką (Ailuropoda melanoleuca). Pozyskał też okazy znanej już wcześniej nauce, pandy małej.
Kolejnym dużym ssakiem, podobnie jak panda opisywanym w chińskich źródłach, lecz nieznanym zachodniej nauce była rokselana złocista (Rhinopithecus roxellana). Przedstawienia tych małp, o złotorudym futrze i niebieskawych pyskach, były znane z wyobrażeń w chińskiej sztuce, ale ze względu na dziwaczne kolory, uważano je za wytwory artystycznej wyobraźni, podobnie jak chińskie smoki. Armand David pozyskał okazy podczas swego pobytu w Syczuanie, udowadniając ich istnienie. Odkrycie wywołało dyskusję w środowiskach naukowych, gdyż małpy te były w oczywisty sposób spokrewnione ze ściśle tropikalnymi nosaczami, podczas gdy same żyły w górach południowego i zachodniego Syczuanu, o surowych i śnieżnych zimach. Mimo surowości klimatu, flora i fauna tych gór wykazywała cechy subtropikalne. Inną dużą małpą, której okazy także wysłał do Paryża, był makak tybetański, Macaca thibetana (w języku angielskim synonimy tego gatunku upamiętniają zarówno odkrywcę, jak klasyfikatora: małpa ta zwana jest „Milne-edwards’ Macaque” lub „Père David’s Macaque”).
W oparciu o okazy przysłane do Muzeum Historii Naturalnej w Paryżu z Baoxingu, oprócz rokselany i pandy, A. Milne-Edwards opisał też gatunki ryjówek: wodoryjka wytwornego (Nectogale elegans) i drugi, któremu przypisał nazwę rodzajową Anourosorex (później opisany jako krecikówka chińska, Anourosorex squamipes), oraz kreta Talpa longirostris (dziś klasyfikowanego jako Euroscaptor longirostris).
Według wcześniejszych danych, wśród ponad 200 opisanych przez niego gatunków chińskich zwierząt, 63 było wcześniej nieznanych, w tym milu chiński Elaphurus davidianus i panda wielka; z 807 gatunków ptaków – 65 nikt wcześniej nie opisał. Zebrał też bogatą kolekcję gadów, ryb, płazów oraz bezkręgowców (którą przekazał do dalszych badań, nie będąc specjalistą od tych gatunków zwierząt). Podróże po górach zachodnich Chin przyniosły równie bogaty „łup” botaniczny: przywiezione przez niego zielniki zawierały 52 nowe gatunki rododendronów, ok. 40 gatunków pierwiosnków i podobną liczbę goryczek. Według nowszych opracowań, wśród ponad 13 tys. okazów roślin i zwierząt oznaczono następnie 189 nowych gatunków.
Rośliny opisane po raz pierwszy przez ojca Davida określa się skrótem David.

## Upamiętnienie
Na cześć ojca Davida nazwane zostało wiele gatunków roślin i zwierząt. Są to m.in.:
- milu chiński Elaphurus davidianus
- salamandra olbrzymia chińska Andrias davidianus
- sikora cynamonowa Poecile davidi
- Słowiczek ognistogardły Luscinia davidi (syn. Calliope pectardens)
- śnieżka mongolska Pyrgilauda davidiana (syn. Montifringilla davidiana)
- dziwonia różowoczelna Carpodacus davidianus, ptak z rodziny łuszczakowatych
- ogoniatka mała Suthora davidiana (syn. Neosuthora davidiana), ptak z rodziny ogoniatek
- kret kurdyjski Talpa davidiana
- skałczak szczelinowy Sciurotamias davidianus
- dawidia chińska Davidia involucrata
- klon Davida Acer davidii
- budleja Davida Buddleia davidii
- Lilium davidii, gatunek lilii
- Photinia davidiana, krzew z rodzaju głogownik, wykorzystywany jako roślina ozdobna
- Populus davidiana, gatunek topoli
- Ulmus davidiana, gatunek wiązu
- Prunus davidiana, gatunek brzoskwini
- Clematis davidi, gatunek powojnika
- Keteleeria davidiana, drzewo iglaste z rodzaju Keteleeria
- Epimedium davidii, krzew z rodzaju Epimedium, rodzina berberysowatych
- Corydalis davidii, gatunek kokoryczy (dymnicowe)
- hemipteleja Davida Hemiptelea davidii, drzewo z rodziny wiązowatych[7].